# Hackelia

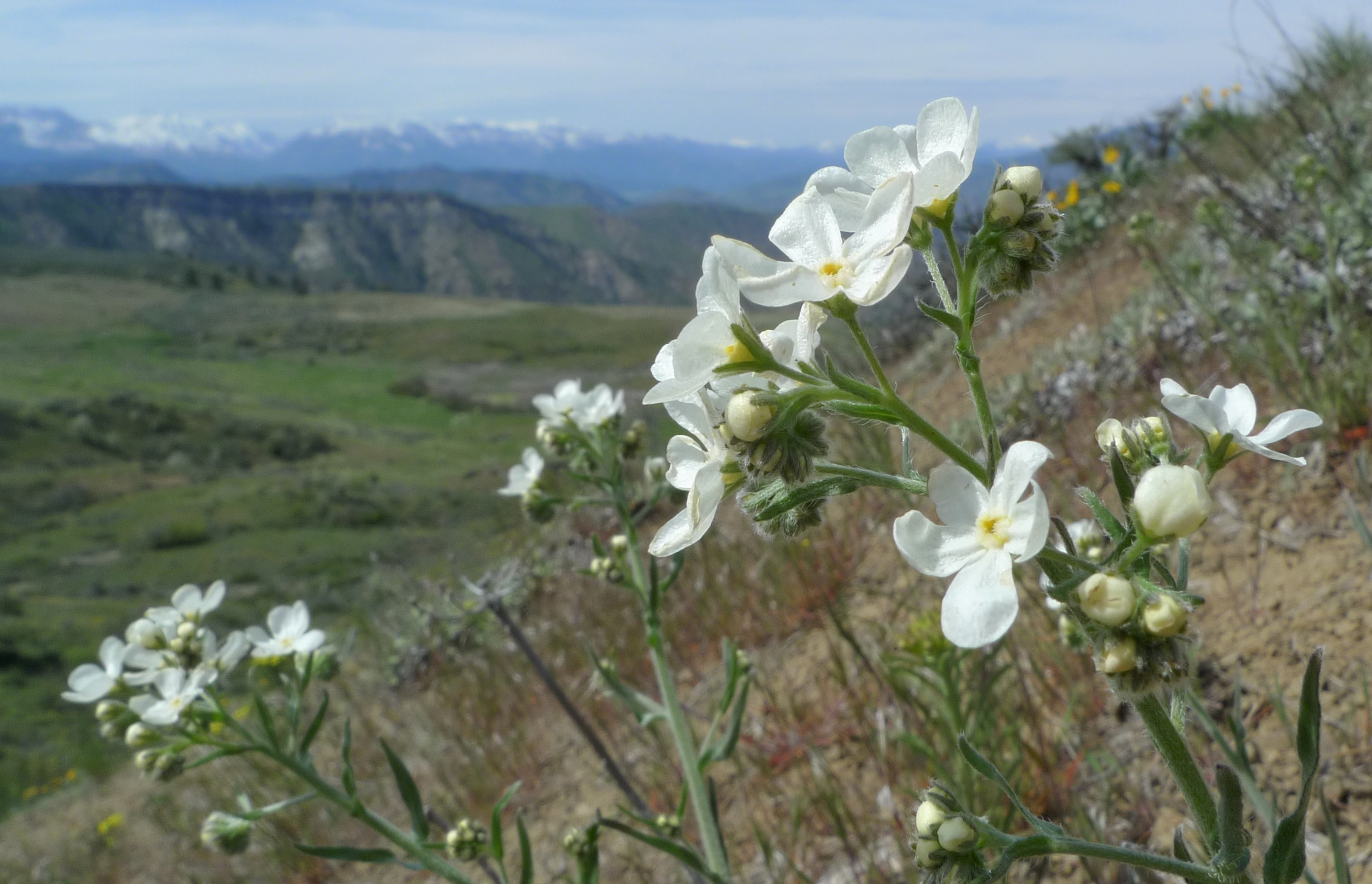
Hackelia diffusa

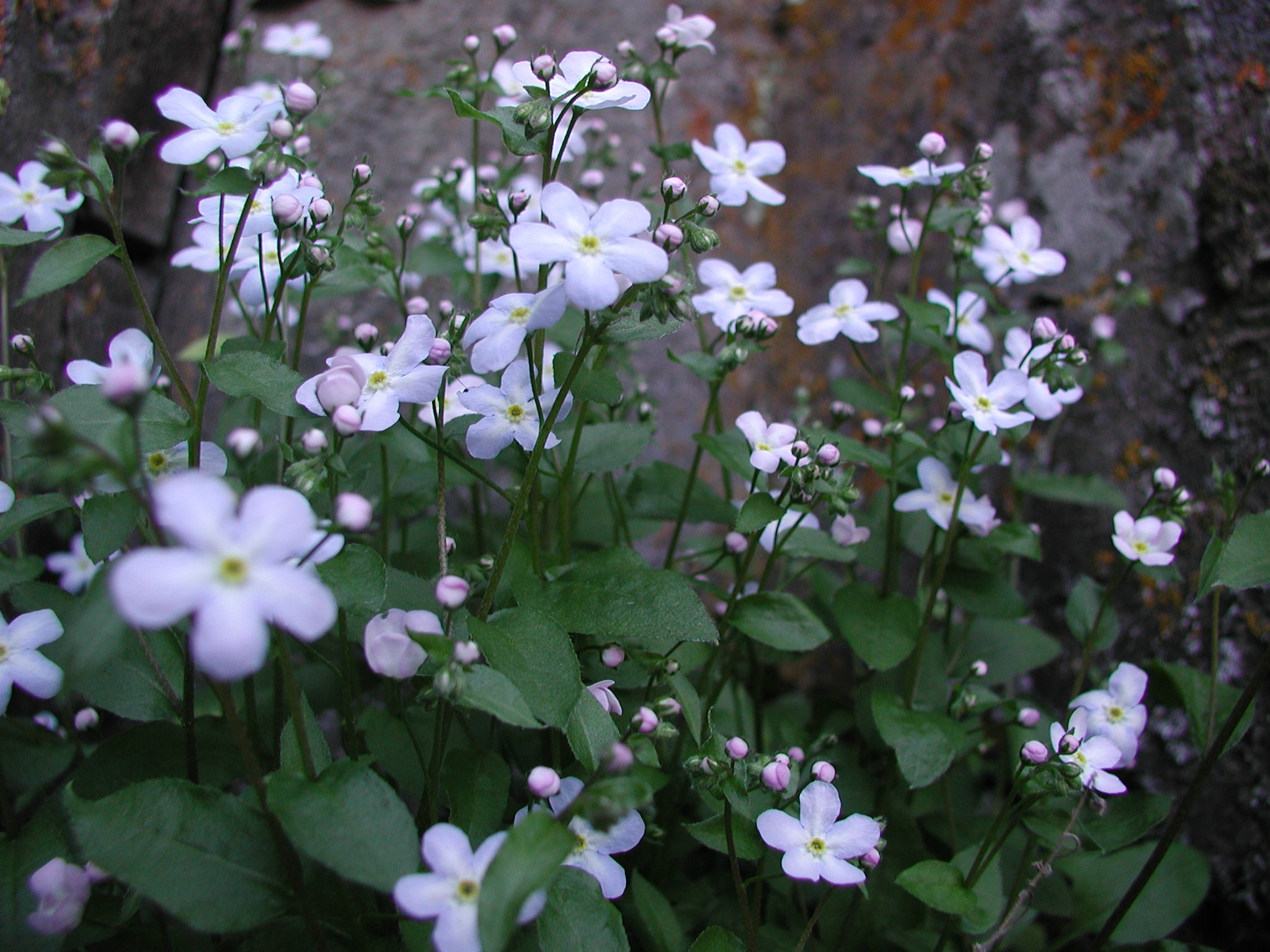
Hackelia ophiobia

Hackelia – rodzaj roślin należący do rodziny ogórecznikowatych (Boraginaceae). Obejmuje około 45 gatunków. Występują one głównie w Ameryce Północnej (13 gatunków w Kalifornii), a poza tym w Ameryce Środkowej i Południowej, w Azji i Australii. Rosną w miejscach trawiastych i skalistych oraz w widnych lasach. W klimacie ciepłym uprawiany bywa jako ozdobny jeden gatunek – Hackelia uncinata.

## Morfologia
PokrójByliny i rośliny dwuletnie, czasem jednoroczne, osiągające 20–100 cm wysokości. Pędy sztywno lub miękko owłosione.
LiścieSkrętoległe, pojedyncze, owłosione, duże i cienkie.
Kwiaty5-krotne, niebieskie, różowe lub białe o średnicy do 2 cm, zebrane w nierozgałęzione kwiatostany, rzadko pojedyncze. Działki kielicha zrośnięte tylko u nasady, zwykle rozpostarte lub odgięte w czasie owocowania. Płatki korony zrośnięte u nasady w krótką rurkę z białymi lub żółtymi osklepkami w gardzieli. Końce płatków rozpostarte i zaokrąglone tworzą koronę dzwonkowato-kółkową. Pręciki równej długości, zwykle krótsze od rurki korony, ich nitki są bardzo krótkie, a pylniki krótkie. Zalążnia górna, czterokomorowa, z pojedynczą szyjką słupka jeszcze krótszą od pręcików, nie wystającą z rurki korony.
OwoceRozłupnie rozpadające się na cztery spłaszczone rozłupki pokryte haczykowatymi kolcami.

## Systematyka
Rodzaj należy do podplemienia Eritrichiinae, plemienia Rochelieae w podrodzinie Cynoglossoideae w obrębie rodziny ogórecznikowatych Boraginaceae.
Wykaz gatunków
- Hackelia amethystina J.T. Howell
- Hackelia andicola (Krause) Brand
- Hackelia arida (Piper) I.M. Johnst.
- Hackelia bella (J.F. Macbr.) I.M. Johnst.
- Hackelia besseyi (Rydb.) J.L. Gentry
- Hackelia brachytuba (Diels) I.M.Johnst.
- Hackelia brevicula (Jeps.) J.L. Gentry
- Hackelia californica (A. Gray) I.M. Johnst.
- Hackelia ciliata (Douglas ex Lehm.) I.M.Johnst.
- Hackelia cinerea (Piper) I.M. Johnst.
- Hackelia coerulescens (Rydb.) Brand
- Hackelia cronquistii J.L. Gentry
- Hackelia cusickii (Piper) Brand
- Hackelia davisii Cronquist
- Hackelia deflexa Opiz
- Hackelia difformis (Y.S.Lian & J.Q.Wang) Riedl
- Hackelia diffusa (Douglas ex Lehm.) I.M.Johnst.
- Hackelia floribunda (Lehm.) I.M. Johnst.
- Hackelia gracilenta (Eastw.) I.M. Johnst.
- Hackelia grisea (Wooton & Standl.) I.M. Johnst.
- Hackelia hendersonii (Piper) Brand
- Hackelia hirsuta (Wooton & Standl.) I.M. Johnst.
- Hackelia hispida (A. Gray) I.M. Johnst.
- Hackelia ibapensis L.M. Shultz & J.S. Shultz
- Hackelia jessicae (E.A. McGregor) Brand
- Hackelia leonotis I.M. Johnst.
- Hackelia leptophylla (Rydb.) I.M. Johnst.
- Hackelia leucantha (Greene) Brand
- Hackelia longituba I.M. Johnst.
- Hackelia macrophylla I.M. Johnst.
- Hackelia mexicana (Schltdl. & Cham.) I.M.Johnst.
- Hackelia micrantha (Eastw.) J.L. Gentry
- Hackelia mundula (Jeps.) R.S. Ferris
- Hackelia nervosa (Kellogg) I.M. Johnst.
- Hackelia ophiobia R.L. Carr
- Hackelia parviflora (Krause) Brand
- Hackelia patens (Nutt.) I.M. Johnst.
- Hackelia pinetorum (Greene ex A. Gray) I.M. Johnst.
- Hackelia rattanii (Brand) Brand
- Hackelia revoluta (Ruiz & Pav.) I.M. Johnst.
- Hackelia saxatilis (Piper) Brand
- Hackelia scaberrima (Piper) Brand
- Hackelia setosa (Piper) I.M. Johnst.
- Hackelia sharsmithii I.M. Johnst.
- Hackelia skutchii I.M. Johnst.
- Hackelia uncinata (Benth.) C.E.C.Fisch.
- Hackelia ursina (A. Gray) I.M. Johnst.
- Hackelia velutina (Piper) I.M. Johnst.
- Hackelia venusta (Piper) H. St. John
- Hackelia virginiana (L.) I.M. Johnst.